# 3 czerwca
3 czerwca jest 154. (w latach przestępnych 155.) dniem w kalendarzu gregoriańskim. Do końca roku pozostaje 211 dni.

## Święta
- Imieniny obchodzą: Andrzej, Bratumiła, Cecyliusz, Ferdynand, Franciszek, Izaak, Jan, Joachim, Karol, Kewin, Klotylda, Laurencjusz, Laurentyn, Leszek, Maciej, Owidia, Owidiusz, Paula, Tamara i Wawrzyniec.
- Czarnogóra – Dzień Niepodległości
- Międzynarodowe – Światowy Dzień Roweru
- Polska:
  - Dzień Dobrej Oceny[1] (m.in. ocena szkolna, ocena pracowników, ocena rządu)
  - Dzień Savoir-Vivre[2]
- Uganda – Dzień Męczenników Ugandy
- Wspomnienia i święta w Kościele katolickim[3][4] obchodzą:
  - św. Jan XXIII (papież)
  - św. Jan Grande Román (bonifrater)
  - św. Karol Lwanga i Towarzysze (męczennicy)
  - św. Kewin (Coemgen)
  - św. Klotylda (święta władczyni, żona króla Franków salickich)
  - św. Oliwa z Anagni (dziewica)

## Wydarzenia w Polsce

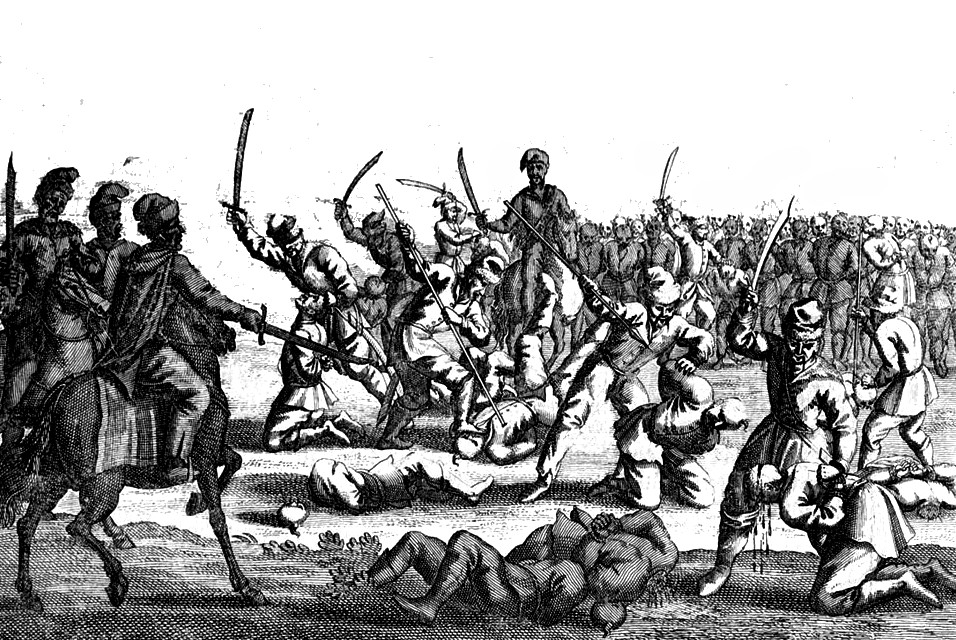
Masakra polskich jeńców po bitwie pod Batohem (1652)

- 1460 – Wojna trzynastoletnia: papież Pius II ekskomunikował walczące z zakonem krzyżackim stany pruskie oraz ich sprzymierzeńców, czyli króla Polski Kazimierza IV Jagiellończyka i jego poddanych.
- 1524 – Mikołaj Kopernik napisał we Fromborku List przeciwko Wernerowi, którego adresatem był kanonik krakowski Bernard Wapowski. Jest to druga znana praca astronomiczna Kopernika, w której wyraża swoją opinię na temat prac matematyczno-astronomicznych norymberskiego matematyka Johannesa Wernera(inne języki).
- 1527 – Pożar strawił niemal doszczętnie zabudowę Lwowa.
- 1652 – Powstanie Chmielnickiego: początek dwudniowego mordu na ok. 3500 polskich jeńcach pojmanych po bitwie pod Batohem.
- 1726 – Założono Wyższe Seminarium Duchowne w Kielcach.
- 1773 – Od uderzenia pioruna spłonęła niemal doszczętnie, nieistniejąca już, kolegiata św. Marii Magdaleny w Poznaniu.
- 1807 – IV koalicja antyfrancuska: kapitulacja Twierdzy Nysa przed wojskami napoleońskimi.
- 1837 – W Berdyczowie założono Związek Ludu Polskiego.
- 1863 – Powstanie styczniowe:
  - W Wilnie został rozstrzelany ks. Stanisław Iszora, pierwsza ofiara terroru nowego generał-gubernatora Michaiła Murawjowa.
  - Zwycięstwo wojsk rosyjskich w bitwie pod Nagoszewem.
- 1915 – I wojna światowa: zakończyło się trzecie oblężenie Twierdzy Przemyśl. Do miasta weszły wojska bawarskie i austro-węgierska 4. dywizja kawalerii. Wycofujący się Rosjanie wysadzili mosty na Sanie.
- 1916 – Rozpoczął się strajk górników w Zagłębiu Dąbrowskim.
- 1925 – Po raz pierwszy do niepodległej Polski przyjechała Maria Skłodowska-Curie.
- 1929 – Początek wielodniowych zamieszek na tle antysemickim i antyrządowym we Lwowie.
- 1932 – Dokonano oblotu samolotu RWD-6.
- 1939 – Otwarto Tor wyścigów konnych Służewiec w Warszawie.
- 1942 – Niemcy zlikwidowali getto żydowskie w Przemyślu.
- 1943 – W wyniku niemieckiej pacyfikacji wsi Strużki koło Staszowa w województwie świętokrzyskim zginęły co najmniej 74 osoby.
- 1961 – Dokonano oblotu szybowca SZD-21 Kobuz.
- 1972 – W katastrofie kolejowej pod Bydgoszczą zginęło 12 osób, a 26 zostało rannych.
- 1979 – Dokonano oblotu śmigłowca PZL Kania.
- 1992 – Otwarto Most Dmowskiego nad Odrą Południową we Wrocławiu.
- 1994 – Telewizja Polska wyemitowała pierwszy odcinek teleturnieju Jeden z dziesięciu.
- 1997 – Odbył się II zjazd gnieźnieński.
- 1998 – Sieć komórkowa Plus uruchomiła usługę Simplus.
- 2004 – W Bełżcu odsłonięto nowe założenie pomnikowe upamiętniające ofiary niemieckiego obozu zagłady.
- 2005 – Papież Benedykt XVI mianował Stanisława Dziwisza arcybiskupem metropolitą krakowskim.
- 2008 – Strajk pracowników Poczty Polskiej.

## Wydarzenia na świecie
- 350 – Uzurpator Nepocjan dokonał próby opanowania Rzymu i ogłosił się cesarzem.
- 713 – Cesarz bizantyński Filipikos Bardanes został obalony i oślepiony. Nowym cesarzem ogłoszono Anastazjusza II.
- 1098 – I wyprawa krzyżowa: po trwającym od 20 października 1097 roku oblężeniu krzyżowcy, dzięki zdradzie jednego z dowódców obrony Firuza, zdobyli turecką Antiochię (z wyjątkiem cytadeli).
- 1218 – Krucjata przeciwko katarom we Francji: Amalryk z Montfort zdobył po oblężeniu miasto Marmande.
- 1353 – Król Kastylii i Leónu Piotr I Okrutny ożenił się z Blanką de Burbon.
- 1458 – Papież Kalikst III kanonizował Wincentego Ferreriusza.
- 1539 – Konkwistador Hernando de Soto ogłosił przyłączenie Florydy do Hiszpanii.
- 1621 – Powstała Holenderska Kompania Zachodnioindyjska.
- 1626 – Wmurowano kamień węgielny pod budowę kompleksu barokowych obiektów sakralnych Loreta na Hradczanach w Pradze.
- 1653 – Powstanie chłopskie w Szwajcarii: klęska powstańców w bitwie pod Wohlenschwil.
- 1666 – II wojna angielsko-holenderska: Holendrzy zdobyli i spalili okręt liniowy HMS „Prince Royal“.
- 1692 – Wojna palatynacka: decydujące zwycięstwo floty angielsko-holenderskiej nad francuską w bitwie pod La Houge (29 maja-3 czerwca).
- 1740 – Król Prus Fryderyk II Wielki zakazał stosowania tortur, z wyjątkiem podejrzanych o zdradę stanu i zabójstwo prominentnej osoby.
- 1769 – Przejście Wenus na tle tarczy Słońca.
- 1775 – Brytyjska wojna z Indianami i Francuzami: rozpoczęło się brytyjskie oblężenie Fort Beauséjour.
- 1784 – Kongres przyjął ustawę powołującą Armię Stanów Zjednoczonych.
- 1821 – Gigar został cesarzem Etiopii.
- 1839 – Cesarski komisarz Lin Zexu rozpoczął w Kantonie niszczenie 20 tys. skrzyń opium skonfiskowanego zachodnim handlarzom, co doprowadziło do wybuchu chińsko-brytyjskiej I wojny opiumowej.
- 1844 – Na wysepce Eldey u wybrzeża Islandii zabito dwa ostatnie ptaki z wymarłego gatunku alki olbrzymiej.
- 1848 – Gen. José Joaquín de Herrera został po raz trzeci prezydentem Meksyku.
- 1858 – Francis Thomas Gregory jako pierwszy Europejczyk wszedł na szczyt największego skalnego monolitu świata w Australii Zachodniej, któremu na cześć swego starszego brata, podróżnika i odkrywcy Augustusa Charlesa nadał nazwę Mount Augustus.
- 1861 – Wojna secesyjna: zwycięstwo wojsk Unii w bitwie pod Philippi.
- 1880 – Alexander Graham Bell przeprowadził przy użyciu swego fototelefonu pierwszą w świecie bezprzewodową transmisję telefoniczną.
- 1885 – Rebelia północno-zachodnia: zwycięstwo sił kanadyjskich nad zbuntowanymi Metysami w bitwie nad Loon Lake.
- 1886:
  - Na rozkaz władcy Bugandy Mwangi II spalono na stosie 13 męczenników katolickich.
  - Pedro Alejandrino del Solar został premierem Peru.
- 1887 – Rozpoczęto budowę Kanału Kilońskiego, który połączył Bałtyk z Morzem Północnym poprzez Szlezwik-Holsztyn.
- 1896 – Rosja i Chiny zawarły w Moskwie traktat sojuszniczy, m.in. zezwalający Rosji na budowę i utrzymanie Kolei Wschodniochińskiej wiodącej przez Mandżurię.
- 1901 – Zwodowano rosyjski niszczyciel „Podwiżnyj”.
- 1902 – Najszersze zanotowane w historii tornado przeszło nad środkową Francją. Trąba powietrzna miała szerokość 3 km i pozostawiła pas zniszczeń długi na 7 km, zabijając 1 osobę.
- 1917 – Włochy ogłosiły niepodległość Albanii pod własnym protektoratem.
- 1918:
  - Ogłoszono Deklarację wersalską dotyczącą utworzenia niepodległej Polski po I wojnie światowej.
  - Ustanowiono brytyjskie odznaczenie wojskowe Krzyż Wybitnej Służby Lotniczej.
- 1919 – Założono argentyński klub piłkarski Central Córdoba Santiago del Estero.
- 1921 – Ormiański rewolucjonista Soghomon Tehlirian, który 15 marca tego roku zamordował w Berlinie byłego wielkiego wezyra Imperium Osmańskiego Talaata Paszę, został uniewinniony przez niemiecki sąd.
- 1931 – Salvador Dalí otworzył swoją drugą indywidualną wystawę w Galerii Pierre Colle w Paryżu, podczas której po raz pierwszy zaprezentowano publiczności obraz Trwałość pamięci.
- 1932:
  - Ásgeir Ásgeirsson został premierem Islandii.
  - Édouard Herriot został po raz trzeci premierem Francji.
  - W trzęsieniu ziemi o magnitudzie 8,2 na pograniczu Meksyku i Gwatemali zginęło 431 osób, a ok. 1000 zostało rannych.
- 1937:
  - Księżę Windsoru Edward (do czasu abdykacji w 1936 roku król Edward VIII) poślubił we Francji Amerykankę Wallis Simpson.
  - Transatlantyk „Batory” został poważnie uszkodzony w wyniku pożaru w odległości 800 mil morskich od brzegów amerykańskich.
- 1940 – Kampania francuska: Paryż został zbombardowany przez Luftwaffe.
- 1941 – Kampania bałkańska: w odwecie za rzekome zabójstwa niemieckich jeńców oddział niemieckich strzelców górskich dokonał masakry około 180 mieszkańców wsi Kandanos na Krecie.
- 1942 – Wojna na Pacyfiku: rozpoczęły się walki o Wyspy Aleuckie.
- 1943 – W Algierze utworzono Francuski Komitet Wyzwolenia Narodowego.
- 1944:
  - Bitwa o Atlantyk: niemiecki okręt podwodny U-477 został zatopiony bombami głębinowymi u wybrzeży Norwegii przez kanadyjski bombowiec Consolidated PBY Catalina, w wyniku czego zginęła cała, 51-osobowa załoga.
  - Charles de Gaulle został Przewodniczącym Rządu Tymczasowego Republiki.
  - Niemcy spalili litewską wieś Pirciupie i jej 119 mieszkańców.
- 1947 – Wicekról Indii Lord Mountbatten ogłosił plan podziału Indii poprzez utworzenie Pakistanu złożonego z prowincji z większością muzułmańską.
- 1950 – Francuzi Maurice Herzog i Louis Lachenal zdobyli po raz pierwszy ośmiotysięcznik Annapurna w Himalajach.
- 1951 – Papież Pius X został beatyfikowany przez Piusa XII.
- 1952 – Dokonano oblotu radzieckiego śmigłowca Mi-4.
- 1955 – Zakończyła się konferencja mesyńska.
- 1959 – Singapur uzyskał autonomię.
- 1961 – W Wiedniu doszło do spotkania prezydenta USA Johna F. Kennedy’ego z przywódcą ZSRR Nikitą Chruszczowem.
- 1962 – Należący do Air France Boeing 707 rozbił się krótko po starcie z paryskiego lotniska, w wyniku czego zginęło 130 osób.
- 1963:
  - 101 osób zginęło w katastrofie samolotu Douglas DC-7 z amerykańskim personelem wojskowym wraz z rodzinami u wybrzeży Alaski.
  - W Watykanie zmarł papież Jan XXIII.
- 1965 – Rozpoczęła się pierwsza amerykańska wielodniowa i załogowa misja kosmiczna Gemini 4.
- 1967 – 88 osób zginęło w katastrofie samolotu Douglas C-54 Skymaster brytyjskich linii Air Ferry Limited we Francji.
- 1968 – W Nowym Jorku feministka Valerie Solanas postrzeliła Andy’ego Warhola, ciężko go raniąc.
- 1969:
  - Elton John wydał swój debiutancki album Empty Sky.
  - W czasie manewrów na Morzu Południowochińskim, po zderzeniu z australijskim lotniskowcem HMAS „Melbourne” zatonął niszczyciel USS „Frank E. Evans”, w wyniku czego zginęło 74 członków załogi.
- 1972 – W Bonn dokonano wymiany dokumentów ratyfikacyjnych układu pomiędzy PRL a RFN.
- 1973 – 14 osób zginęło w katastrofie naddźwiękowego samolotu pasażerskiego Tu-144 podczas Paris Air Show.
- 1974 – Icchak Rabin został premierem Izraela.
- 1975 – Dokonano oblotu japońskiego myśliwca Mitsubishi F-1.
- 1979 – W zatoce Campeche u wybrzeży Meksyku doszło do wycieku co najmniej 600 tys. ton ropy naftowej, spowodowanego wybuchem pod platformą Ixtoc 1.
- 1981 – Ranny w zamachu z 13 maja papież Jan Paweł II opuścił rzymską Poliklinikę Gemelli i wrócił do Watykanu.
- 1982 – Na ulicy w Londynie został postrzelony izraelski ambasador w Wielkiej Brytanii Shlomo Argov.
- 1988:
  - Białoruski tygodnik „Literatura i Sztuka” opublikował artykuł Zianona Pazniaka i Eugeniusza Szmygalewa Kuropaty – droga ku śmierci.
  - W Wilnie powstała grupa inicjatywna Litewskiego Ruchu na rzecz Przebudowy Sąjūdis.
- 1989 – Chiński rząd wysłał oddziały wojska w celu usunięcia protestujących z placu Tian’anmen w Pekinie.
- 1991 – W wyniku erupcji japońskiego wulkanu Unzen zginęły 43 osoby.
- 1992 – W Rio de Janeiro rozpoczęła się konferencja „Środowisko i rozwój”, znana również jako „Szczyt Ziemi”.
- 1997 – Lionel Jospin został premierem Francji.
- 1998 – W katastrofie kolejowej w Eschede (Niemcy) zginęło 101 osób, a ponad 100 zostało rannych.
- 2001:
  - Alejandro Toledo wygrał w II turze wybory prezydenckie w Peru.
  - Otwarto stadion Sapporo Dome (Japonia).
- 2006:
  - Czarnogóra proklamowała niepodległość.
  - W Czechach zakończyły się patem dwudniowe wybory parlamentarne. W dwustuosobowej izbie niższej prawica i lewica zdobyły po 100 mandatów.
- 2007 – Papież Benedykt XVI kanonizował Szymona z Lipnicy.
- 2008 – Senator Barack Obama uzyskał nominację Partii Demokratycznej na kandydata w wyborach prezydenckich w USA.
- 2010 – 117 osób zginęło, a około 100 zostało rannych w wyniku pożaru sali weselnej w stolicy Bangladeszu Dhace.
- 2011 – Rewolucja w Jemenie: prezydent Ali Abd Allah Salih został ciężko ranny w wyniku ataku rakietowego na pałac prezydencki w Sanie.
- 2012:
  - 15 osób zginęło, a 42 zostały ranne w samobójczym zamachu bombowym na kościół chrześcijański w mieście Bauczi w środkowej Nigerii.
  - W katastrofie lotu Dana Air 992 w nigeryjskim Lagos zginęło 159 osób.
- 2014 – Urzędujący prezydent Syrii Baszszar al-Asad został wybrany na trzecią kadencję.
- 2015:
  - Konflikt na wschodniej Ukrainie: stoczono bitwę pod Marjinką.
  - Raimonds Vējonis został wybrany przez Sejm na urząd prezydenta Łotwy.
- 2016 – Synod Ewangelicko-Luterańskiego Kościoła Łotwy zniósł ordynację kobiet.
- 2017:
  - Ponad 1,5 tys. osób zostało rannych w wyniku wybuchu paniki na jednym z placów w Turynie w trakcie transmisji finałowego meczu Ligi Mistrzów UEFA między Juventusem Turyn a Realem Madryt.
  - W wyniku zamachów na London Bridge i w pobliżu Borough Market w Londynie zginęło 11 osób (w tym 3 terrorystów), a 48 zostało rannych.
- 2018 – W wyniku wybuchu Wulkanu Ognia w Gwatemali zginęło 159 osób, a 300 zostało rannych.
- 2019 – Brigitte Bierlein objęła, jako pierwsza kobieta, urząd kanclerza Austrii.

## Urodzili się
- 1134 – Gotfryd VI, hrabia Andegawenii, Maine i Nantes (zm. 1158)
- 1537 – Jan Manuel, infant Portugalii (zm. 1554)
- 1540 – Karol Styryjski, arcyksiążę austriacki (zm. 1590)
- 1588 – Juliusz, książę Wirtembergii-Weiltingen (zm. 1635)
- 1594 – Cezar de Vendôme, francuski arystokrata (zm. 1665)
- 1603 – Pietro Paolini, włoski malarz (zm. 1681)
- 1635 – Philippe Quinault, francuski poeta, dramatopisarz, librecista (zm. 1688)
- 1638 – Jean-Guillaume Carlier, flamandzki malarz (zm. 1675)
- 1659 – David Gregory, szkocki matematyk, astronom (zm. 1708)
- 1664 – Rachel Ruysch, holenderska malarka (zm. 1750)
- 1723 – (lub 13 czerwca) Giovanni Antonio Scopoli, włoski lekarz, naturalista (zm. 1788)
- 1736 – Ignaz Fränzl, niemiecki kompozytor, skrzypek (zm. 1811)
- 1743 – José Fernando Abascal, hiszpański wojskowy, wicekról Peru (zm. 1821)
- 1751 – Wincenty Romano, włoski duchowny katolicki, święty (zm. 1831)
- 1761 – Henry Shrapnel, brytyjski oficer, wynalazca (zm. 1842)
- 1770 – Manuel Belgrano, argentyński ekonomista, generał, polityk (zm. 1820)
- 1779 – Jan Stanisław Kutowski, polski duchowny katolicki, biskup pomocniczy chełmiński (zm. 1848)
- 1786 – Konstanty Tyzenhauz, polski hrabia, ziemianin, ornitolog, malarz (zm. 1853)
- 1793 – Antoni Malczewski, polski poeta, prozaik, podróżnik, alpinista (zm. 1826)
- 1800 – Gustaw Potworowski, polski ziemianin, działacz polityczny i gospodarczy, uczestnik powstania listopadowego (zm. 1860)
- 1801 – František Škroup, czeski kompozytor (zm. 1862)
- 1804 – Richard Cobden, brytyjski polityk, ekonomista (zm. 1865)
- 1808 – Jefferson Davis, amerykański polityk, jedyny prezydent Skonfederowanych Stanów Ameryki (zm. 1889)
- 1813 – Alfred Bentkowski, polski duchowny katolicki, lekarz (zm. 1850)
- 1814 – Alfred Becquerel, francuski lekarz (zm. 1862)
- 1815 – Antoni Woykowski, polski wydawca, publicysta, muzyk (zm. 1850)
- 1817 – Paulina von Mallinckrodt, niemiecka zakonnica, błogosławiona (zm. 1881)
- 1818 – Louis Faidherbe, francuski generał, polityk, gubernator Senegalu (zm. 1889)
- 1819 – Johan Barthold Jongkind, holenderski malarz, grafik (zm. 1891)
- 1832 – Charles Lecocq, francuski kompozytor (zm. 1918)
- 1841:
  - Eduard Caudella, rumuński kompozytor, skrzypek, dyrygent, pedagog (zm. 1924)
  - Witold Rogoyski, polski ziemianin, polityk (zm. 1916)
- 1843:
  - Fryderyk VIII, król Danii (zm. 1912)
  - Klimient Timiriaziew, rosyjski botanik, fizjolog roślin (zm. 1920)
- 1844:
  - Garret Hobart, amerykański polityk (zm. 1899)
  - Detlev von Liliencron, niemiecki prozaik, dramaturg, poeta (zm. 1909)
- 1845 – Arthur von Posadowsky-Wehner, niemiecki arystokrata, polityk (zm. 1932)
- 1850:
  - William Archibald, australijski polityk (zm. 1926)
  - Michaił Kuczerow, rosyjski chemik (zm. 1911)
- 1851 – Joseph Bannin, irlandzki duchowny katolicki, wikariusz generalny pallotynów (zm. 1915)
- 1853 – William Flinders Petrie, brytyjski egiptolog, archeolog, wykładowca akademicki (zm. 1942)
- 1854:
  - Ned Kelly, australijski przestępca (zm. 1880)
  - Wacław Leon Makowski, polski księgarz, działacz społeczny, radny miejski Wilna (zm. 1929)
- 1857 – Jacques de Morgan, francuski inżynier górnictwa, archeolog, geolog (zm. 1924)
- 1858:
  - Philip C. Knapp, amerykański neurolog, psychiatra (zm. 1920)
  - Józef Waśniewski, polski pisarz, turysta, esperantysta (zm. 1897)
- 1865 – Jerzy V, król Zjednoczonego Królestwa Wielkiej Brytanii i Irlandii (od 1927 Wielkiej Brytanii i Irlandii Północnej) i cesarz Indii (zm. 1936)
- 1868 – Georg Jarno, węgierski kompozytor (zm. 1920)
- 1872 – Habibullah Chan, król Afganistanu (zm. 1919)
- 1873 – Otto Loewi, austriacki farmakolog, laureat Nagrody Nobla pochodzenia żydowskiego (zm. 1961)
- 1875 – Maurice Passelecq, belgijski żeglarz sportowy (zm. ?)
- 1877 – Raoul Dufy, francuski malarz, grafik (zm. 1953)
- 1879:
  - Raymond Pearl, amerykański biolog, genetyk (zm. 1940)
  - Chaim Lajb Poznański, polski nauczyciel, działacz oświatowy, polityczny i społeczny pochodzenia żydowskiego (zm. 1940)
- 1880 – Iwan Razdolski, rosyjski neurolog (zm. 1962)
- 1881:
  - Fred Belcher, amerykański kierowca wyścigowy (zm. 1957)
  - Michaił Łarionow, rosyjski malarz, grafik, ilustrator książek, scenograf (zm. 1964)
  - Juliusz Rómmel, polski generał dywizji (zm. 1967)
- 1882:
  - Ludwik Urbano Lanaspa, hiszpański dominikanin, męczennik, błogosławiony (zm. 1936)
  - Julius Schäffer, niemiecki mykolog (zm. 1944)
- 1883 – Mieczysław Gawlik, polski historyk, nauczyciel (zm. 1928)
- 1884 – Remigiusz Kwiatkowski, polski podpułkownik, poeta, tłumacz, dziennikarz (zm. 1961)
- 1885 – Jakow Swierdłow, rosyjski polityk, przewodniczący Centralnego Komitetu Wykonawczego RFSRR (zm. 1919)
- 1888 – Władysław Stoma, polski aktor, reżyser (zm. 1968)
- 1890 – Tadeusz Furgalski, polski major (zm. 1916)
- 1891:
  - Piotr Anochin, rosyjski rewolucjonista, bolszewik (zm. 1922)
  - Mary Kendall Browne, amerykańska tenisistka, golfistka (zm. 1971)
  - Jacques Leclercq, belgijski duchowny katolicki, teolog, etyk, socjolog, prawnik (zm. 1971)
- 1892:
  - Leo Gerstenzang, amerykański wynalazca pochodzenia żydowskiego (zm. 1973)
  - Ben-Cijjon Harel, izraelski lekarz, chemik, polityk (zm. 1972)
- 1893:
  - Hermann Buddensieg, niemiecki pisarz, tłumacz (zm. 1976)
  - Władysław Ciepielowski, polski podpułkownik piechoty (zm. 1940)
  - Wally Dressel, niemiecka pływaczka (zm. 1940)
  - Konstanty Jabłoński, polski oficer, kawaler Orderu Virtuti Militari (zm. 1942)
- 1894:
  - Fred Frame, amerykański kierowca wyścigowy (zm. 1962)
  - Nels Nelsen, kanadyjski skoczek narciarski, działacz sportowy pochodzenia norweskiego (zm. 1943)
- 1895:
  - Erich Bederke, niemiecki geolog (zm. 1978)
  - Zoltan Korda, amerykański reżyser filmowy pochodzenia węgierskiego (zm. 1961)
  - Bohumil Trnka, czeski językoznawca, literaturoznawca, wykładowca akademicki (zm. 1984)
- 1896 – Frederic John Walker, brytyjski komandor (zm. 1944)
- 1897:
  - Memphis Minnie, amerykańska gitarzystka[5] i wokalistka bluesowa (zm. 1973)
  - Yasujiro Shimazu, japoński reżyser filmowy (zm. 1945)
  - John Slessor, brytyjski generał lotnictwa (zm. 1979)
- 1898:
  - Stanisław Szwalbe, polski ekonomista, spółdzielca, polityk, poseł do KRN wicemarszałek Sejmu Ustawodawczego i członek Rady Państwa (zm. 1996)
  - Henri Wernli, szwajcarski zapaśnik (zm. 1961)
- 1899:
  - Georg von Békésy, węgierski fizyk, fizjolog, laureat Nagrody Nobla (zm. 1972)
  - Józef Michał Białły, polski major artylerii (zm. 1939)
  - Władimir Kudriajew, radziecki polityk (zm. 1963)
- 1900:
  - Antoni Andrzejewski, polski robotnik, powstaniec wielkopolski (zm. 1918)
  - Karl Earl Mundt, amerykański polityk, senator (zm. 1974)
  - Konstantin Wierszynin, radziecki dowódca wojskowy, główny marszałek lotnictwa, polityk (zm. 1973)
- 1901 – Zhang Xueliang, chiński generał, polityk (zm. 2001)
- 1902 – Antoni Parol, polski działacz ruchu robotniczego (zm. 1944)
- 1903:
  - Eric Alfred Havelock, brytyjski filolog klasyczny (zm. 1988)
  - Henry-Russell Hitchcock, amerykański historyk, krytyk i teoretyk architektury, muzealnik (zm. 1987)
  - Robert Mrongowius, polski aktor, reżyser teatralny i radiowy (zm. 1980)
- 1904:
  - Charles R. Drew, amerykański chirurg, wykładowca akademicki (zm. 1950)
  - Jadwiga Honowska, polska taterniczka (zm. 1928)
  - Jan Peerce, amerykański śpiewak operowy (tenor) (zm. 1984)
  - František Wende, czechosłowacki skoczek narciarski, kombinator norweski (zm. 1968)
  - Władysław Wicha, polski polityk, poseł na Sejm PRL, członek Rady Państwa, minister spraw wewnętrznych (zm. 1984)
  - Anna Zapaśnikówna, polska nauczycielka, bibliotekarka (zm. 1972)
- 1905:
  - Tupua Tamasese Meaʻole, samoański polityk (zm. 1963)
  - Martin Gottfried Weiss, niemiecki funkcjonariusz nazistowski, zbrodniarz wojenny (zm. 1946)
- 1906:
  - Roy George Douglas Allen, brytyjski ekonomista, statystyk, matematyk, wykładowca akademicki (zm. 1983)
  - Josephine Baker, francuska aktorka, tancerka, piosenkarka pochodzenia amerykańskiego (zm. 1975)
  - Stanisław Ciesielczuk, polski poeta (zm. 1945)
  - Siergiej Gierasimow, rosyjski aktor, reżyser i scenarzysta filmowy (zm. 1985)
  - Bob Sikes, amerykański polityk (zm. 1994)
  - Eugeniusz Tadeusiewicz, polski piłkarz, hokeista (zm. 1975)
- 1907:
  - Alfredo Mendez Gonzalez, portorykański duchowny katolicki, biskup Arecibo (zm. 1995)
  - Władysław Parczewski, polski klimatolog, meteorolog, wykładowca akademicki (zm. 1981)
  - Paul Rotha, brytyjski reżyser filmów dokumentalnych, historyk, krytyk filmowy (zm. 1984)
- 1908:
  - William Barden, irlandzki duchowny katolicki, arcybiskup Isfahanu w Iranie (zm. 2004)
  - Mario Filho, brazylijski dziennikarz i działacz sportowy, pisarz (zm. 1966)
  - Alfred Jante, nieniecki inżynier (zm. 1985)
  - Nadieżda Nadieżdina, rosyjska tancerka baletowa, choreografka (zm. 1979)
  - Boris Rybakow, rosyjski historyk, archeolog, wykładowca akademicki (zm. 2001)
- 1909 – Ernst vom Rath, niemiecki prawnik, dyplomata, działacz nazistowski (zm. 1938)
- 1910:
  - Paulette Goddard, amerykańska aktorka (zm. 1990)
  - Wilfred Thesiger, brytyjski podróżnik, odkrywca, pisarz (zm. 2003)
- 1911:
  - Ellen Corby, amerykańska aktorka (zm. 1999)
  - Victorio Spinetto, argentyński piłkarz, trener (zm. 1990)
- 1912 – William Douglas-Home, brytyjski arystokrata, prozaik, dramaturg (zm. 1992)
- 1913 – Janisław Sipiński, polski bokser, trener (zm. 1994)
- 1914:
  - Karel Kaers, belgijski kolarz szosowy i torowy (zm. 1972)
  - Harry Pitt, brytyjski matematyk, wykładowca akademicki (zm. 2005)
- 1915:
  - Argemiro, brazylijski piłkarz (zm. 1975)
  - Anton Bolinder, szwedzki lekkoatleta, skoczek wzwyż (zm. 2006)
  - Milton Cato, polityk z Saint Vincent i Grenadyn, premier (zm. 1997)
  - Helge Perälä, fiński lekkoatleta, długodystansowiec (zm. 2010)
- 1916:
  - Josef Ludl, czeski piłkarz, trener (zm. 1998)
  - André Wogenscky, francuski architekt pochodzenia polskiego (zm. 2004)
- 1919:
  - Iwan Łutak, ukraiński i radziecki polityk (zm. 2009)
  - Félix Máriássy, węgierski reżyser filmowy (zm. 1975)
- 1920 – Tadeusz Chróścielewski, polski pisarz, tłumacz (zm. 2005)
- 1921:
  - Henryk Antczak, polski siatkarz (zm. 1985)
  - Iwan Tiurin, radziecki generał major (zm. 1997)
  - John S. Wilder, amerykański polityk (zm. 2010)
- 1922:
  - Joseph Dean, brytyjski arystokrata, polityk (zm. 1999)
  - Wiesław Michnikowski, polski aktor, artysta kabaretowy, piosenkarz (zm. 2017)
  - Alain Resnais, francuski reżyser filmowy (zm. 2014)
- 1923:
  - Zenon Brzewski, polski skrzypek, pedagog (zm. 1993)
  - Igor Szafariewicz, rosyjski matematyk, wykładowca akademicki, dysydent (zm. 2017)
- 1924:
  - Jan Antoni Czochralski, polski językoznawca, germanista, wykładowca akademicki (zm. 2004)
  - Wilhelm Gaj-Piotrowski, polski duchowny katolicki, historyk, etnograf, regionalista (zm. 2017)
  - M. Karunanidhi, indyjski polityk, scenarzysta i producent filmowy, pisarz, dziennikarz (zm. 2018)
  - Torsten Wiesel, szwedzki neurobiolog, wykładowca akademicki, laureat Nagrody Nobla
- 1925:
  - Bronisław Chromy, polski rzeźbiarz (zm. 2017)
  - Tony Curtis, amerykański aktor (zm. 2010)
  - Mîndru Katz, rumuńsko-izraelski pianista (zm. 1978)
  - Waldir, brazylijski piłkarz (zm. 2004)
  - Thomas Winning, szkocki duchowny katolicki, arcybiskup Glasgow, kardynał (zm. 2001)
- 1926:
  - Roscoe Bartlett, amerykański polityk
  - Wiesław Domasłowski, polski konserwator zabytków (zm. 2021)
  - Allen Ginsberg, amerykański poeta (zm. 1997)
  - Aleksandra Korewa, polska reżyserka radiowa, teatralna, telewizyjna i filmowa (zm. 2014)
  - Kostiantyn Sytnyk, ukraiński fizjolog, biolog, polityk (zm. 2017)
- 1927:
  - Jerzy Kwiatkowski, polski filolog, poeta, uczestnik powstania warszawskiego (zm. 1986)
  - Eliseo Mouriño, argentyński piłkarz (zm. 1961)
  - Carol Ohmart, amerykańska aktorka (zm. 2002)
  - Boots Randolph, amerykański saksofonista (zm. 2007)
  - Oscar Schneider, niemiecki prawnik, polityk, minister ds. zagospodarowania przestrzennego, budownictwa i rozwoju miast (zm. 2024)
- 1928 – John Vaughn, amerykański duchowny katolicki, franciszkanin, generał zakonu (zm. 2016)
- 1929:
  - Werner Arber, szwajcarski genetyk, mikrobiolog, laureat Nagrody Nobla
  - Konstanty Lewkowicz, polski producent filmowy (zm. 2017)
  - Władimir Skujbin, rosyjski reżyser filmowy (zm. 1963)
  - Billy Williams, brytyjski operator filmowy (zm. 2025)
- 1930:
  - Marion Zimmer Bradley, amerykańska pisarka fantasy (zm. 1999)
  - Anthony Harvey, amerykański reżyser i montażysta filmowy (zm. 2017)
  - Wulff Heintz, amerykański astronom pochodzenia niemieckiego (zm. 2006)
  - Jan Mieloch, polski polityk, poseł na Sejm PRL (zm. 2018)
  - Stanisław Szelichowski, polski dziennikarz i działacz motoryzacyjny (zm. 2017)
  - Václav Vorlíček, czeski reżyser i scenarzysta filmowy (zm. 2019)
- 1931:
  - Raúl Castro, kubański rewolucjonista, polityk, prezydent Kuby
  - Carmen Dell’Orefice, amerykańska modelka
  - Jorma Kurvinen, fiński pisarz (zm. 2002)
  - Anton Moravčík, słowacki piłkarz (zm. 1996)
  - Lindy Remigino, amerykański lekkoatleta, sprinter (zm. 2018)
  - Vincenzo Zucconelli, włoski kolarz szosowy
- 1932:
  - Hogan Bassey, nigeryjski bokser (zm. 1998)
  - Michael Elliott, brytyjski chemik, polityk
  - Jerzy Siewierski, polski pisarz (zm. 2000)
- 1933:
  - Isa II ibn Salman Al-Chalifa, emir Bahrajnu (zm. 1999)
  - Celso Torrelio Villa, boliwijski wojskowy, polityk, prezydent Boliwii (zm. 1999)
- 1934:
  - Giuseppe Matarrese, włoski duchowny katolicki, biskup Frascati (zm. 2020)
  - Roger Rouse, amerykański bokser (zm. 1999)
  - Zbigniew Słupski, polski sinolog, wykładowca akademicki (zm. 2020)
- 1935:
  - Andrzej Garlicki, polski historyk, publicysta (zm. 2013)
  - Carlos Jiménez Villarejo, hiszpański prawnik, prokurator, polityk, eurodeputowany
  - Jacques Poos, luksemburski ekonomista, polityk, minister spraw zagranicznych, eurodeputowany (zm. 2022)
- 1936:
  - André Gaumond, kanadyjski duchowny katolicki, arcybiskup Sherbrooke (zm. 2019)
  - Larry McMurtry, amerykański prozaik, eseista, księgarz, scenarzysta filmowy (zm. 2021)
  - Jan Vrba, czeski inżynier, menadżer, polityk, minister przemysłu (zm. 2020)
  - Eddie Willis, amerykański muzyk soulowy (zm. 2018)
- 1937:
  - Bogusław Fornalczyk, polski kolarz szosowy
  - Leszek Hołdanowicz, polski grafik, plakacista (zm. 2020)
  - Jean-Pierre Jaussaud, francuski kierowca wyścigowy (zm. 2021)
  - Grachan Moncur, amerykański puzonista i kompozytor jazzowy (zm. 2022)
  - Zdzisław Oleszek, polski koszykarz, trener, działacz sportowy (zm. 2016)
  - Jan Trukan, polski generał dywizji (zm. 2010)
- 1938:
  - Luiz Machado da Silva, brazylijski piłkarz (zm. 2020)
  - Waldemar Mazurkiewicz, polski dyplomata, funkcjonariusz służb specjalnych PRL
  - Wsiewołod Szyłowski, rosyjski aktor
- 1939:
  - Antonio Arregui Yarza, ekwadorski duchowny katolicki, arcybiskup Guayaquil pochodzenia hiszpańskiego
  - Krzysztof Cena, polski biofizyk, wykładowca akademicki
  - Ian Hunter, brytyjski wokalista, muzyk, kompozytor
  - Aleksander Koll, polski chemik, wykładowca akademicki
  - Jouko Launonen, fiński łyżwiarz szybki
  - Ireneusz Strzałkowski, polski fizyk, wykładowca akademicki (zm. 2006)
  - Zofia Świda, polska prawnik, wykładowczyni akademicka (zm. 2011)
  - Kathleen E. Woodiwiss, amerykańska pisarka (zm. 2007)
- 1940:
  - Konstantin Arsenović, serbski generał, polityk (zm. 2017)
  - Anna Michalska, polska prawnik, wykładowczyni akademicka (zm. 2001)
- 1941:
  - Åke Green, szwedzki pastor zielonoświątkowy
  - Genady Iskhakov, polski aktor, piosenkarz, śpiewak operowy (tenor) pochodzenia kazachsko-żydowskiego
  - Monika Maron, niemiecka pisarka
  - Marcial de Mello Castro, brazylijski piłkarz, bramkarz (zm. 2018)
  - Janusz Muniak, polski saksofonista jazzowy, kompozytor, aranżer (zm. 2016)
  - Anatolij Puzacz, ukraiński piłkarz, trener (zm. 2006)
- 1942:
  - Jean-Louis Bertucelli, francuski reżyser i scenarzysta filmowy (zm. 2014)
  - Marek Koterski, polski reżyser i scenarzysta filmowy i teatralny, dramaturg
  - Jan Majewski, polski duchowny katolicki, prawnik, polityk, poseł na Sejm RP (zm. 2017)
  - Curtis Mayfield, amerykański wokalista, gitarzysta (zm. 1999)
- 1943:
  - Billy Cunningham, amerykański koszykarz, trener
  - Jean-Louis Ravenel, francuski kierowca wyścigowy
  - Santo Zanin, brazylijski piłkarz
- 1944:
  - Thomas Burns, brytyjski duchowny rzymskokatolicki, biskup diecezji Menevia, ordynariusz polowy Wielkiej Brytanii
  - Zbigniew Grochal, polski aktor, pedagog
  - Vittorio Marcelli, włoski kolarz szosowy
  - Edith McGuire, amerykańska lekkoatletka, sprinterka
  - Eddy Ottoz, włoski lekkoatleta, płotkarz
  - Bruno Pedron, włoski duchowny katolicki, biskup Ji-Paraná w Brazylii (zm. 2022)
  - Zygmunt Suszczewicz, polski polityk, poseł na Sejm RP (zm. 2012)
  - Henryk Szordykowski, polski lekkoatleta, średniodystansowiec (zm. 2022)
- 1945:
  - Józef Blass, polsko-amerykański przedsiębiorca, matematyk, wykładowca akademicki (zm. 2020)
  - Czesław Porębski, polski filozof, wykładowca akademicki
- 1946:
  - Wojciech Kazimierz Gutowski, polski krytyk i historyk literatury
  - Antoni Jaszczak, polski ekonomista, polityk, minister budownictwa (zm. 2008)
  - Simon Ntamwana, burundyjski duchowny katolicki, arcybiskup Gitegi
- 1947:
  - Dave Alexander, amerykański basista, członek zespołu The Stooges (zm. 1975)
  - Mickey Finn, brytyjski perkusista, członek zespołu T. Rex (zm. 2003)
  - Klaus Reichert, niemiecki florecista
- 1948:
  - Henryk Alber, polski gitarzysta, kompozytor, aranżer, pedagog (zm. 2008)
  - Rolf Heißler, niemiecki terrorysta (zm. 2023)
  - Marek Szurawski, polski dziennikarz, tłumacz, szkoleniowiec
- 1949:
  - Philippe Djian, francuski pisarz
  - Ian Gelder, brytyjski aktor (zm. 2024)
  - Leo Rwabwogo, ugandyjski bokser (zm. 2009)
  - Moikom Zeqo, albański archeolog, dziennikarz, poeta, polityk, minister kultury, sportu i turystyki (zm. 2020)
- 1950:
  - Wojciech Jarząbek, polski architekt
  - Urszula Kozłowicz, polska zootechnik, polityk, poseł na Sejm PRL
  - Giovanni Lolli, włoski polityk, samorządowiec, prezydent Abruzji
  - Melissa Mathison, amerykańska scenarzystka filmowa i telewizyjna (zm. 2015)
  - Agata Miklaszewska, polska pisarka, poetka, autorka tekstów piosenek
  - Suzi Quatro, amerykańska piosenkarka, basistka, kompozytorka, aktorka
  - Douglas Rodríguez, kubański bokser (zm. 2012)
  - Robert Z’Dar, amerykański aktor (zm. 2015)
- 1951:
  - Jill Biden, amerykańska pedagog, druga i pierwsza dama
  - Marlene Elejalde, kubańska lekkoatletka, sprinterka (zm. 1989)
  - Zbigniew Marek Hass, polski aktor, reżyser teatralny, polityk
  - Satu Hassi, fińska polityk, eurodeputowana
  - Jerzy Jezierski, polski matematyk, wykładowca akademicki
- 1952:
  - Alina Bachar, białoruska inżynier, polityk
  - Wojciech Fałkowski, polski historyk, nauczyciel akademucki, urzędnik państwowy
  - Wiktor Katkow, kazachski piłkarz, trener
  - Tadeusz Kowalczyk, polski przedsiębiorca, polityk, poseł na Sejm RP (zm. 1997)
  - Grażyna Pijanowska, polska polityk, poseł na Sejm RP
  - Billy Powell, amerykański klawiszowiec, członek zespołu Lynyrd Skynyrd (zm. 2009)
  - Jan Pusty, polski lekkoatleta, płotkarz
  - David Richards, brytyjski pilot rajdowy
- 1953:
  - Isaac Azcuy, kubański judoka
  - Martin Bartenstein, austriacki przedsiębiorca, polityk
  - Loalwa Braz, brazylijska piosenkarka, kompozytorka, autorka tekstów (zm. 2017)
  - Krzysztof Jaroszyński, polski satyryk, artysta kabaretowy, scenarzysta i reżyser telewizyjny
  - Hamid Majd Teymouri, irański piłkarz
  - Erland Van Lidth, amerykański zapaśnik, aktor, śpiewak operowy (bas-baryton) pochodzenia holenderskiego (zm. 1987)
- 1954:
  - Jolanta Danielak, polska psycholog, policjantka, polityk, senator RP
  - Janusz Kondrat, polski szablista
  - Maria Kurowska, polska działaczka samorządowa, wicemarszałek województwa podkarpackiego
  - Mart Nooij, holenderski trener piłkarski
  - Bajram Rexhepi, kosowski lekarz chirurg, polityk, premier Kosowa (zm. 2017)
  - Monica Törnell, szwedzka piosenkarka
- 1955:
  - Paul Coakley, amerykański duchowny katolicki, arcybiskup Oklahoma City
  - Jolanta Kwaśniewska, polska prawnik, działaczka społeczna, była pierwsza dama
  - Władysław Stefanowicz, polski żeglarz lodowy
  - Warsonofiusz (Sudakow), rosyjski biskup prawosławny
- 1956:
  - George Burley, szkocki piłkarz, trener
  - Gaetano Carrozzo, włoski samorządowiec, polityk, eurodeputowany
  - Thomas Flach, niemiecki żeglarz sportowy
  - Elisabetta Gardini, włoska aktorka, prezenterka telewizyjna, polityk, eurodeputowana
  - Leszek Korporowicz, polski socjolog, wykładowca akademicki
  - Marcela Moldovan-Zsak, rumuńska florecistka
  - Amélie Morin, francuska aktorka
  - Suren Nałbandian, ormiański zapaśnik
  - Severine Niwemugizi, tanzański katolicki, biskup Rulenge-Ngara
  - Edward Sielicki, polski kompozytor, pedagog
  - Zbigniew Szwagierczak, polski kierowca wyścigowy i rajdowy
- 1957:
  - Jesús Tirso Blanco, argentyński duchowny katolicki, biskup Lwena (zm. 2022)
  - Biagio Colaianni, włoski duchowny katolicki, arcybiskup metropolita Campobasso-Boiano
  - Ingrid Eberle, austriacka narciarka alpejska
  - Clive Mantle, brytyjski aktor
  - Matt Vogel, amerykański pływak
- 1958:
  - Wasyl Dżarty, ukraiński polityk (zm. 2011)
  - Marek Maćkowiak, polski szachista (zm. 2018)
- 1959:
  - Tadeusz Krawczyk, polski kolarz szosowy
  - Bonaventure Nahimana, burundyjski duchowny katolicki, biskup Rutany
  - Wiktor Razwadowski, ukraiński generał porucznik milicji, prawnik, polityk
  - Jan Serkies, polski samorządowiec, burmistrz Chojnowa
- 1960:
  - Leszek Bandach, polski florecista, psycholog
  - Scott Hastings, amerykański koszykarz, komentator radiowy i telewizyjny
  - Leszek Kawski, polski samorządowiec, polityk, burmistrz Wąbrzeźna
  - David Konderla, amerykański duchowny katolicki, biskup Tulsy
  - Anna Marchewka, polska lekkoatletka, profesor nauk o kulturze fizycznej
  - Dariusz Oko, polski duchowny katolicki, teolog, filozof, publicysta, wykładowca akademicki
  - Carl Rackemann, australijski krykiecista
- 1961:
  - Norbert Gstrein, austriacki pisarz
  - Magdalena Jaworska, polska dziennikarka i prezenterka telewizyjna, zwyciężczyni konkursu Miss Polonia (zm. 1994)
  - Lawrence Lessig, amerykański prawnik
  - Marta Szmigielska, polska aktorka (zm. 2010)
  - Peter Vidmar, amerykański gimnastyk
  - Ed Wynne, brytyjski gitarzysta, klawiszowiec, założyciel zespołu Ozric Tentacles
  - César Zabala, paragwajski piłkarz (zm. 2020)
- 1962:
  - Susannah Constantine, brytyjska dziennikarka i prezenterka telewizyjna
  - Ha Hyung-joo, południowokoreański judoka
  - Dagmar Neubauer, niemiecka lekkoatletka, sprinterka
  - Valdes Pasolini, sanmaryński piłkarz
  - Connie Price-Smith, amerykańska lekkoatletyka, kulomiotka i dyskobolka
- 1963:
  - Rudy Demotte, belgijski i waloński polityk, premier Walonii
  - Wadym Nowynski, ukraiński przedsiębiorca, polityk pochodzenia rosyjskiego
- 1964:
  - Doro, niemiecka wokalistka, autorka tekstów
  - Jan Gruba, polski karateka
  - Kerry King, amerykański gitarzysta, członek zespołu Slayer
  - Wiesław Krajewski, polski samorządowiec, polityk, poseł na Sejm RP
  - James Purefoy, brytyjski aktor
  - Matthew Ryan, australijski jeździec sportowy
  - Lucia Žitňanská, słowacka prawnik, polityk
- 1965:
  - Helena Fuchsová, czeska lekkoatletka, sprinterka i biegaczka średniodystansowa (zm. 2021)
  - Sabrina Goleš, chorwacka tenisistka
  - Michael Moore, brytyjski polityk
  - Stefan Oster, niemiecki duchowny katolicki, biskup Pasawy
  - Junior Reid, jamajski wokalista
  - Tomasz Ziembiński, polski koszykarz, trener
- 1966:
  - László Andor, węgierski ekonomista, polityk, eurokomisarz
  - José Luis González China, meksykański piłkarz, trener
  - Tomasz Mruczkowski, polski wioślarz
  - Małgorzata Olejnik, polska sportsmenka paraolimpijska, polityk, poseł na Sejm RP
  - Rafał Sonik, polski przedsiębiorca, rajdowiec
- 1967:
  - Anderson Cooper, amerykański dziennikarz, prezenter telewizyjny
  - Tamás Darnyi, węgierski pływak
  - Mark Keil, amerykański tenisista
  - Elżbieta Kościelna, polska siatkarka
- 1968:
  - Joachim Halupczok, polski kolarz szosowy (zm. 1994)
  - Rainer Krug, niemiecki snowboardzista
  - Petra Moroder, włoska narciarka dowolna
  - Dariusz Suska, polski poeta
  - Ivan Uhliarik, słowacki lekarz, polityk
- 1969:
  - Adam Burzyński, polski gitarzysta rockowy
  - Rusłan Chakymow, ukraiński zapaśnik
  - Thomas Johanson, fiński żeglarz sportowy
  - Andrzej Kępiński, polski aktor
  - Mo Ji-soo, południowokoreański łyżwiarz szybki, specjalista short tracku
  - Gianluigi Nuzzi, włoski pisarz, dziennikarz
  - Tate Taylor, amerykański aktor, reżyser, scenarzysta i producent filmowy
- 1970:
  - Jewgienij Bierzin, rosyjski kolarz szosowy i torowy
  - Greg Hancock, amerykański żużlowiec
  - Esther Hart, holenderska piosenkarka
  - Stefán Máni, islandzki pisarz
  - Peter Tägtgren, szwedzki muzyk, kompozytor, producent muzyczny, członek zespołów Hypocrisy i Pain
  - Richie Williams, amerykański piłkarz, trener
- 1971:
  - Gert Kullamäe, estoński koszykarz, trener
  - Luigi Di Biagio, włoski piłkarz
  - Manuela Lanzarin, włoska działaczka samorządowa, polityk
  - Gabriel Merz, niemiecki aktor, reżyser i scenarzysta filmowy
  - Marie-Anett Mey, francuska piosenkarka
- 1972:
  - Rossano Brasi, włoski kolarz szosowy i torowy
  - Jean-Marc Mormeck, francuski bokser
  - Matt Schulze, amerykański aktor
  - Łukasz Szumowski, polski lekarz kardiolog, polityk, poseł na Sejm RP, minister zdrowia
- 1973:
  - Sebastian Domagała, polski aktor
  - Tomasz Fornalik, polski piłkarz, trener
  - Julie Gayet, francuska aktorka
  - Łukasz Kamiński, polski historyk
  - Tonmi Lillman, fiński muzyk, perkusista, członek zespołów: Lordi, Sinergy i To/Die/For (zm. 2012)
  - Sarkis Sarksjan, ormiański tenisista
- 1974:
  - John Barasa, kenijski piłkarz
  - Oumar Barro, burkiński piłkarz
  - Zurab Ciklauri, rosyjski piłkarz pochodzenia gruzińskiego
  - Sambor Dudziński, polski aktor, wokalista, muzyk, kompozytor
  - Christoph Heyder, niemiecki bobsleista
  - Ewgeni Iwanow, bułgarski siatkarz
  - Jonne Järvelä, fiński wokalista, gitarzysta, kompozytor, autor tekstów, członek zespołu Korpiklaani
  - Martín Karpan, argentyński aktor
  - Serhij Rebrow, ukraiński piłkarz
  - Arianne Zucker, amerykańska aktorka
- 1975:
  - José Luis Blanco, hiszpański lekkoatleta, długodystansowiec
  - Jarosław Chwastek, polski piłkarz
  - Ariel Galido, filipiński duchowny katolicki, misjonarz Najświętszego Serca Jezusowego, prefekt apostolski Wysp Marshalla
- 1976:
  - Anna Dąb, polska piłkarka
  - Sambor Dudziński, polski aktor, wokalista, muzyk, kompozytor
  - Jens Kruppa, niemiecki pływak
  - Krzysztof Olewnik, polski przedsiębiorca (zm. 2003)
  - Qi Hong, chiński piłkarz
  - Yuri Ruley, amerykański perkusista, członek zespołu MxPx
  - Hamza Yerlikaya, turecki zapaśnik
  - Samir Zaoui, algierski piłkarz
- 1977:
  - Piotr Bajus, polski muzyk, kompozytor, wokalista, autor tekstów
  - Cris, brazylijski piłkarz
  - Abdelwahed El-Sayed, egipski piłkarz, bramkarz
  - Jan-Michael Gambill, amerykański tenisista
  - Wasil Gigiadze, gruziński piłkarz
  - Kenny Olsson, szwedzki żużlowiec (zm. 2007)
  - Mariusz Rumak, polski piłkarz, trener
- 1978:
  - Bartek Biedrzycki, polski pisarz science fiction, autor komiksów
  - Bartosz Borowski, polski kierowca, działacz gorzowskiej Rodziny Katyńskiej (zm. 2010)
  - Laura Clarke, brytyjska dyplomatka
  - Kamil Čontofalský, słowacki piłkarz, bramkarz
  - Révérien Rurangwa, rwandyjski pisarz
- 1979:
  - Luis Fernando López, kolumbijski lekkoatleta, chodziarz
  - Christian Malcolm, brytyjski lekkoatleta, sprinter
  - Andriej Moisiejew, rosyjski pięcioboista nowoczesny
  - Mikołaj Stroiński, polski kompozytor
- 1980:
  - Amauri, włoski piłkarz pochodzenia brazylijskiego
  - An Kum-ae, północnokoreańska judoczka
  - Ásgeir Gunnar Ásgeirsson, islandzki piłkarz
  - Wilfried Eberharter, austriacki skoczek narciarski
  - Audrey Dufeu-Schubert, francuska polityk
  - Alik Gerszon, izraelski szachista
  - Francia Manzanillo, dominikańska lekkoatletka, wieloboistka
  - Lazaros Papadopulos, grecki koszykarz
  - Tamim ibn Hamad Al Sani, emir Kataru
  - Keiji Suzuki, japoński judoka
  - Joanis Tamuridis, grecki kolarz torowy, szosowy i górski
  - Ibrahim Yattara, gwinejski piłkarz
- 1981:
  - Sosene Anesi, nowozelandzki rugbysta, trener pochodzenia samoańskiego
  - Katarzyna Ankudowicz, polska aktorka
  - Gabard Fénélon, haitański piłkarz, bramkarz
  - Oneida González, wenezuelska siatkarka
  - Krystian Jarubas, polski samorządowiec, polityk, poseł na Sejm RP
  - Pekka Salminen, fiński skoczek narciarski
  - Jekatierina Sysojewa, rosyjska tenisistka
  - Dana Velďáková, słowacka lekkoatletka, trójskoczkini
  - Jana Velďáková, słowacka lekkoatletka, skoczkini w dal
  - Jacek Wolszczak, polski aktor
- 1982:
  - Selçuk Çebi, turecki zapaśnik
  - Gaetano D’Agostino, włoski piłkarz
  - Stanislav Hudec, słowacki hokeista
  - Jelena Isinbajewa, rosyjska lekkoatletka, tyczkarka, działaczka sportowa
  - Paweł Kobyliński, polski menedżer, polityk, poseł na Sejm RP
  - Wytze Kooistra, holenderski siatkarz
  - Jonas Larholm, szwedzki piłkarz ręczny
  - Manfred Mölgg, włoski narciarz alpejski
  - Katarzyna Wąsowska, polska siatkarka
- 1983:
  - Pasquale Foggia, włoski piłkarz
  - Yasmin Lee, amerykańska aktorka pornograficzna
  - Robert Talarek, polski bokser
- 1984:
  - Faneva Imà Andriatsima, madagaskarski piłkarz
  - Feliks, luksemburski książę
  - Denys Hołajdo, ukraiński piłkarz
- 1985:
  - Abdulla Al-Dakeel, bahrajński piłkarz
  - Enchbatyn Badar-Uugan, mongolski bokser
  - Jeppe Brandrup, duński piłkarz
  - Papiss Cissé, senegalski piłkarz
  - Dianne van Giersbergen, holenderska wokalistka, autorka tekstów, członkini zespołów Ex Libris i Xandria
  - Natalja Iljina, rosyjska biegaczka narciarska
  - Jawor Janakiew, bułgarski zapaśnik
  - Mykyta Kameniuka, ukraiński piłkarz
  - Noah Maposa, botswański piłkarx, bramkarz
  - Łukasz Piszczek, polski piłkarz
  - Sylwia Wojcieska, polska siatkarka
- 1986:
  - Al Horford, dominikański koszykarz
  - Micah Kogo, kenijski lekkoatleta, długodystansowiec
  - Rafael Nadal, hiszpański tenisista
  - Filip Ude, chorwacki gimnastyk
  - Tomáš Verner, czeski łyżwiarz figurowy
- 1987:
  - Michelle Keegan, angielska aktorka
  - Lalaine, amerykańska piosenkarka, aktorka
  - Masami Nagasawa, japońska aktorka
  - Marek Wasiluk, polski piłkarz
- 1988:
  - Trine Schmidt, duńska kolarka szosowa i torowa
  - Marija Stadnik, ukraińsko-azerska zapaśniczka
  - Michał Żurek, polski siatkarz
- 1989:
  - Kateryna Barkowa, ukraińska lekkoatletka, tyczkarka
  - Petyr Fyrtunow, bułgarski skoczek narciarski
  - Jake O’Brien, amerykański koszykarz
  - Agnieszka Skrzypulec, polska żeglarka sportowa
  - Tomasz Śnieg, polski koszykarz
  - Stanisław Tymofejenko, ukraiński koszykarz
  - Martina Zubčić, chorwacka taekwondzistka
- 1990:
  - Rachael Adams, amerykańska siatkarka
  - Jewgienija Kożuchowa, rosyjska siatkarka
  - Sławomir Musielak, polski żużlowiec
  - Siergiej Płotnikow, rosyjski hokeista
  - Skriptonit, kazachski raper, producent muzyczny
- 1991:
  - Tijana Ajduković, serbska koszykarka
  - Dennis Andersson, szwedzki żużlowiec
  - Lutalo Muhammad, brytyjski taekwondzista
  - Łukasz Teodorczyk, polski piłkarz
  - Bruno Uvini, brazylijski piłkarz
  - Sami Vatanen, fiński hokeista
- 1992:
  - Mario Götze, niemiecki piłkarz
  - Monika Linkytė, litewska piosenkarka
  - Issa Modibo Sidibé, nigerski piłkarz
- 1993:
  - Michał Bartusik, polski judoka
  - Christian Diener, niemiecki pływak
  - Sabrina Gonzalez Pasterski, amerykańska fizyk teoretyczna pochodzenia polsko-kubańskiego
  - Nils Grandelius, szwedzki szachista
  - Sabína Oroszová, słowacka koszykarka
  - Otto Porter, amerykański koszykarz
  - Mercedes Ron, argentyńsko-hiszpańska pisarka
  - Ståle Sandbech, norweski snowboardzista
  - Andrea Santarelli, włoski szpadzista
- 1994:
  - Roger Karwiński, polski aktor
  - Ville Pokka, fiński hokeista
  - Anne Winters, amerykańska aktorka
- 1995:
  - Bachtijar Dujszobekow, kirgiski piłkarz
  - Cristian Roldan, amerykański piłkarz pochodzenia gwatemalsko-salwadorskiego
  - Dawit Wolkowi, gruziński piłkarz
- 1996:
  - Dominik Družeta, chorwacki judoka
  - Han Tianyu, chiński łyżwiarz szybki, specjalista short tracku
  - Lukas Klostermann, niemiecki piłkarz
  - Aleš Matějů, czeski piłkarz
  - Alaa Ali Mhawi, iracki piłkarz
  - Gieorgij Murzin, rosyjski pilot komunikacyjny
  - Malwina Smarzek, polska siatkarka
- 1997:
  - Han Yue, chińska zapaśniczka
  - Louis Hofmann, niemiecki aktor
  - Philipp Malicsek, austriacki piłkarz
  - Ren Ziwei, chiński łyżwiarz szybki, specjalista short tracku
- 1998:
  - Joseph Ceesay, szwedzki piłkarz pochodzenia ghańskiego
  - Alessandro Kräuchi, szwajcarski piłkarz pochodzenia włoskiego
  - Grzegorz Radzieńciak, polski hokeista
- 1999:
  - Grace Berger, amerykańska koszykarka
  - Zizou Bergs, belgijski tenisista
  - Lukas Rieger, niemiecki piosenkarz
  - Javonte Smart, amerykański koszykarz
  - Dan-Axel Zagadou, francuski piłkarz pochodzenia iworyjskiego
- 2000:
  - Daryl Dike, amerykański piłkarz pochodzenia nigeryjskiego
  - Lucas González, argentyński piłkarz
  - Lee June-seo, południowokoreański łyżwiarz szybki, specjalista short tracku
  - Thamires Machado, brazylijska zapaśniczka
  - Oliwer Magnusson, szwedzki narciarz dowolny
  - Andrzej Pluta, polski koszykarz
  - Alison dos Santos, brazylijski lekkoatleta, płotkarz
  - Władysława Wołoszyna, ukraińska koszykarka
- 2001:
  - Stefania Ceballos, argentyńska zapaśniczka
  - José Córdoba, panamski piłkarz
  - Zsuzsanna Molnár, słowacka zapaśniczka pochodzenia węgierskiego
  - Jalen Suggs, amerykański koszykarz
- 2002 – Yan Couto, brazylijski piłkarz
- 2003:
  - Louis Partridge, brytyjski aktor
  - Aurora Russo, włoska zapaśniczka
  - Piotr Śliwka, polski siatkarz
- 2004:
  - Abd ar-Rahman Mahmud, egipski zapaśnik
  - Mateusz Pawłowski, polski aktor
- 2005 – Désiré Doué, francuski piłkarz pochodzenia iworyjskiego

## Zmarli
- 545 – Klotylda, królowa frankijska, święta (ur. ok. 470)
- 800 – Staurakios, bizantyński eunuch, patrycjusz, urzędnik (ur. ?)
- 1351 – Mastino II della Scala, władca Werony (ur. 1308)
- 1395 – Iwan Szyszman, car Bułgarii (ur. ?)
- 1411 – Leopold IV Habsburg, książę Austrii i Tyrolu (ur. 1371)
- 1453 – (lub 4 czerwca) Łukasz Notaras, ostatni megaduks Cesarstwa Bizantyńskiego (ur. ?)
- 1519 – (lub 8 czerwca) Leonhard von Keutschach, austriacki duchowny katolicki, arcybiskup metropolita Salzburga (ur. 1442)
- 1548 – Juan de Zumárraga, baskijski franciszkanin, pierwszy biskup Meksyku (ur. 1468)
- 1553 – Wolf Huber, niemiecki malarz, rysownik (ur. ok. 1485)
- 1567 – Johann Oldendorp, niemiecki prawnik, reformator, uczony (ur. ok. 1487)
- 1568 – Andrés de Urdaneta, hiszpański duchowny katolicki, żeglarz, badacz południowego Pacyfiku (ur. 1498)
- 1570 – Luigi Pisani, włoski duchowny katolicki, biskup Padwy, kardynał (ur. 1522)
- 1592 – Bartolomeo Passarotti, włoski malarz (ur. 1529)
- 1600 – Jan Grande, hiszpański bonifrater, święty (ur. 1546)
- 1601 – Maciej Menius, polski matematyk, astronom, kalendariograf, bibliotekarz, mierniczy pochodzenia niemieckiego (ur. 1544)
- 1605 – Jan Zamoyski, polski magnat, kanclerz wielki koronny, hetman wielki koronny, humanista-mecenas, filolog, mówca (ur. 1542)
- 1615 – Yukimura Sanada, japoński samuraj (ur. 1567)
- 1619 – Adam Hieronim Sieniawski, polski szlachcic, podczaszy wielki koronny, starosta jaworowski, rotmistrz husarii (ur. 1576)
- 1640 – Theophilus Howard, angielski arystokrata, polityk (ur. 1584)
- 1649 – Manuel de Faria e Sousa, portugalski historyk, poeta (ur. 1590)
- 1652:
  - Zygmunt Przyjemski, polski generał artylerii, pisarz polny koronny (ur. ?)
  - Marek Sobieski, polski magnat, rotmistrz (ur. 1628)
- 1657 – William Harvey, angielski anatom, fizjolog (ur. 1578)
- 1664 – Jan Fryderyk Sapieha, polski szlachcic, wojskowy, polityk (ur. 1618)
- 1692 – Maria Burbon-Soissons, francuska księżniczka, księżna Carignano (ur. 1606)
- 1694:
  - Jan Bedřich z Valdštejna, czeski duchowny katolicki, biskup ordynariusz hradecki, arcybiskup metropolita praski i prymas Czech (ur. 1642)
  - Nilo Catalano, włoski duchowny katolicki obrządku bizantyjskiego, wikariusz apostolski Himarrë i arcybiskup Durrës, działacz religijny i społeczny (ur. ?)
- 1697 – Sylwiusz Wirtemberski, książę oleśnicki (ur. 1651)
- 1737 – Gustaf Cronhielm, szwedzki hrabia, polityk (ur. 1664)
- 1764 – Hans Adolph Brorson, duński duchowny protestancki, biskup Ribe, autor hymnów religijnych (ur. 1694)
- 1802 – Joseph Adam von Arco, austriacki duchowny katolicki, biskup pomocniczy pasawski, biskup hradecki, książę biskup Seckau (ur. 1733)
- 1819 – Jacques Nicolas Billaud-Varenne, francuski rewolucjonista, polityk (ur. 1756)
- 1821 – Joas II, cesarz Etiopii (ur.?)
- 1822 – René-Just Haüy, francuski mineralog, wykładowca akademicki (ur. 1743)
- 1826 – Nikołaj Karamzin, rosyjski pisarz, historyk (ur. 1766)
- 1841 – Nicolas Appert, francuski wynalazca (ur. 1749)
- 1844 – Ludwik (XIX) Burbon, książę Angoulême, ostatni delfin i nieproklamowany król Francji (ur. 1775)
- 1849 – Tommaso Pasquale Gizzi, włoski kardynał (ur. 1787)
- 1853 – Cesare Balbo, włoski hrabia, wojskowy, polityk, premier Królestwa Sardynii (ur. 1789)
- 1855 – Krzysztof Celestyn Mrongowiusz, polski duchowny ewangelicki, pisarz, filozof, leksykograf, tłumacz (ur. 1764)
- 1857 – Vincenzo Massoni, włoski duchowny katolicki, arcybiskup, nuncjusz apostolski (ur. 1808)
- 1858 – Edward Moxon, brytyjski wydawca, poeta (ur. 1801)
- 1861:
  - Stephen A. Douglas, amerykańscy adwokat, polityk (ur. 1813)
  - Richard Saunders Dundas, brytyjski wiceadmirał (ur. 1802)
  - Melchor Ocampo, meksykański uczony, polityk (ur. 1814)
- 1862 – Paweł Vũ Văn Dương, wietnamski męczennik i święty katolicki (ur. ok. 1792)
- 1863 – Stanisław Iszora, polski duchowny katolicki (ur. 1838)
- 1864 – Hieronim Wierzbicki, polski porucznik w armii pruskiej, uczestnik powstania styczniowego (ur. ?)
- 1866 – Andrzej Antoni Plichta, polski szlachcic, polityk (ur. 1797)
- 1867 – Richard Spaight Donnell, amerykański prawnik, polityk (ur. 1820)
- 1868 – Aleksander Antoni Le Brun, polski lekarz, chirurg (ur. 1803)
- 1869 – John Hobhouse, brytyjski arystokrata, polityk (ur. 1786)
- 1870 – Zofia Klimańska, polska publicystka, pisarka (ur. 1812)
- 1872 – Johann Friedrich Christian Hessel, niemiecki krystalograf, wykładowca akademicki (ur. 1796)
- 1875 – Georges Bizet, francuski kompozytor (ur. 1838)
- 1877:
  - Elizabeth F. Ellet, amerykańska historyk, pisarka, poetka (ur. 1818)
  - Ludwig von Köchel, austriacki pisarz, kompozytor, muzykolog, botanik (ur. 1800)
  - Francisco Lameyer y Berenguer, hiszpański malarz, rytownik (ur. 1825)
  - Zofia Wirtemberska, królowa Holandii i wielka księżna Luksemburga (ur. 1818)
- 1878 – Franciszek Maksymilian Sobieszczański, polski historyk sztuki, wydawca źródeł, cenzor (ur. 1814)
- 1880 – Maria Romanowa, księżniczka heska, cesarzowa Rosji (ur. 1824)
- 1881 – Izabella Barcińska, polska pisarka, siostra Fryderyka Chopina (ur. 1811)
- 1882 – James Thomson, brytyjski poeta (ur. 1834)
- 1883:
  - Adolf Dauthage, austriacki litograf, malarz (ur. 1825)
  - Arthur Edward Kennedy, brytyjski administrator kolonialny (ur. 1810)
- 1884 – Stanisław Grudziński, polski poeta, prozaik, publicysta, tłumacz (ur. 1852)
- 1886:
  - Łukasz Banabakintu, afrykański męczennik i święty katolicki (ur. ok. 1851)
  - Jakub Buuzaabalyawo, afrykański męczennik i święty katolicki (ur. 1857)
  - Ambroży Kibuuka, afrykański męczennik i święty katolicki (ur. 1868)
  - Achilles Kiwanuka, afrykański męczennik i święty katolicki (ur. 1869)
  - Kizito, afrykański męczennik i święty katolicki (ur. 1872)
  - Karol Lwanga, afrykański męczennik i święty katolicki (ur. ?)
  - Mugagga Lubowa, afrykański męczennik i święty katolicki (ur. 1870)
  - Toma Polanskyj, ukraiński duchowny greckokatolicki, uczestnik Wiosny Ludów pedagog, polityk (ur. 1822)
  - Bruno Sserunkuma, afrykański męczennik i święty katolicki (ur. ?)
  - Mbaga Tuzinde, afrykański męczennik i święty katolicki (ur. 1869)
- 1889 – Piotr Jaksa Bykowski, polski prozaik, eseista, prawnik (ur. 1823)
- 1890 – Oskar Kolberg, polski kompozytor, etnograf, encyklopedysta, folklorysta pochodzenia niemieckiego (ur. 1814)
- 1894 – Karl Eduard Zachariae von Lingenthal, niemiecki historyk prawa, bizantynolog, wykładowca akademicki (ur. 1812)
- 1899:
  - Auguste Baud-Bovy, szwajcarski malarz (ur. 1848)
  - Johann Strauss (syn), austriacki kompozytor, dyrygent, skrzypek (ur. 1825)
- 1900 – Mary Kingsley, brytyjska podróżniczka, pisarka (ur. 1862)
- 1902 – Adolf Dygasiński, polski pisarz, publicysta, pedagog (ur. 1839)
- 1904 – Daniel Filleborn, polski śpiewak operowy (tenor) (ur. 1841)
- 1905:
  - August Potocki, polski pionier sportu motorowego, birbant warszawski (ur. 1847)
  - James Hudson Taylor, brytyjski duchowny i misjonarz protestancki (ur. 1832)
- 1907 – Felicja Kaftal, polska dziennikarka pochodzenia żydowskiego (ur. 1844)
- 1910 – Philipp Josef Pick, austriacki dermatolog (ur. 1834)
- 1912 – François-Raoul Larche, francuski rzeźbiarz (ur. 1860)
- 1914 – Józefa Chudzyńska, polska zakonnica (ur. 1838)
- 1916 – Adolf Schroeter, polski pastor, teolog pochodzenia niemieckiego (ur. 1857)
- 1918 – Ramón Maximiliano Valdés, panamski pisarz, polityk, prezydent Panamy (ur. 1867)
- 1919:
  - William Gilson Farlow, amerykański botanik, mykolog, wykładowca akademicki (ur. 1844)
  - Ferdynand Feldman, polski aktor (ur. 1862)
  - Dydak Oddi, włoski franciszkanin, błogosławiony (ur. 1839)
- 1921:
  - Coenraad Hiebendaal, holenderski wioślarz (ur. 1879)
  - Mikołaj Szczęsny Potocki, polsko-francuski arystokrata (ur. 1845)
  - Antoni Poznański, polski kapitan pilot, piłkarz (ur. 1892)
- 1922 – Duiliu Zamfirescu, rumuński poeta, prozaik, dramaturg, polityk (ur. 1858)
- 1924:
  - Franz Kafka, austriacko-czeski pisarz pochodzenia żydowskiego (ur. 1883)
  - Henryk Wielowieyski, polski biolog, wykładowca akademicki (ur. 1860)
- 1925 – Camille Flammarion, francuski astronom (ur. 1842)
- 1926:
  - Franciszek Ksawery Martynowski, polski oficer, urzędnik, działacz niepodległościowy, sokoli i społeczny (ur. 1873)
  - Jan Świętek, polski folklorysta i etnograf amator (ur. 1859)
- 1927:
  - Henry Petty-Fitzmaurice, brytyjski arystokrata, polityk, administrator kolonialny (ur. 1845)
  - Klotylda Maria Sachsen-Coburg-Saalfeld, arcyksiężna austriacka (ur. 1846)
- 1928 – Li Yuanhong, chiński generał, polityk, prezydent Republiki Chińskiej (ur. 1864)
- 1930:
  - Ołeksandr Bohomazow, ukraiński malarz, grafik, teoretyk sztuki, pedagog (ur. 1880)
  - Franciszek Mirandola, polski poeta, prozaik, tłumacz (ur. 1871)
- 1931 – Rolf Johnsson, szwedzki gimnastyk (ur. 1889)
- 1932:
  - Carl Samuel Freund, niemiecki neurolog, psychiatra pochodzenia żydowskiego (ur. 1862)
  - Henryk Piątkowski, polski malarz, grafik, literat, krytyk sztuki (ur. 1853)
- 1933 – William Muldoon, amerykański wrestler, zapaśnik, kulturysta, promotor i działacz sportowy, trener, aktor, wojskowy, policjant, wynalazca piłki lekarskiej pochodzenia irlandzkiego (ur. 1852)
- 1934:
  - Frank J. Corr, amerykański polityk, burmistrz Chicago (ur. 1877)
  - Józef Luxenburg, polski lekarz, specjalista chorób zakaźnych pochodzenia żydowskiego (ur. 1866)
  - Bolesław Skarbek-Szacki, polski działacz komunistyczny, redaktor (ur. 1888)
- 1935 – Adam Pawlikowski, polski bankier, działacz społeczny i niepodległościowy (ur. 1872)
- 1936 – Godwin Brumowski, austriacki pilot wojskowy, as myśliwski (ur. 1889)
- 1937 – Bernard Dembek, polski duchowny katolicki, biskup pomocniczy łomżyński (ur. 1878)
- 1938:
  - John Flanagan, amerykański lekkoatleta, młociarz pochodzenia irlandzkiego (ur. 1868)
  - Édouard-Alfred Martel, francuski speleolog (ur. 1859)
- 1939:
  - Anna Coleman Ladd, amerykańska rzeźbiarka (ur. 1878)
  - Michał Marczewski, polski pisarz, dziennikarz, malarz (ur. 1868)
- 1940 – Marian Borzęcki, polski prawnik, adwokat, polityk, wiceprezydent Warszawy, komendant główny Policji Państwowej (ur. 1889)
- 1941:
  - Val Barker, brytyjski bokser, działacz sportowy (ur. 1866)
  - Johannes Maria Gföllner, austriacki duchowny katolicki, biskup Linzu (ur. 1867)
  - Wiktor Wiechaczek, polski górnik, działacz niepodległościowy (ur. 1879)
- 1942:
  - Everis A. Hayes, amerykański polityk (ur. 1855)
  - Bengt Heyman, szwedzki żeglarz sportowy (ur. 1883)
- 1943:
  - Nels Nelsen, kanadyjski skoczek narciarski, działacz sportowy pochodzenia norweskiego (ur. 1894)
  - Tadeusz Stryjeński, polski architekt, przedsiębiorca budowlany (ur. 1849)
  - Mieczysław Stypułkowski, polski duchowny katolicki, kapitan, żołnierz ZWZ-AK (ur. 1909)
- 1944:
  - Sokratis Lagudakis, grecki lekkoatleta, długodystansowiec, lekarz (ur. 1861 lub 63)
  - Arnold Oskar Meyer, niemiecki historyk, wykładowca akademicki (ur. 1877)
- 1945 – Wikientij Wieriesajew, rosyjski lekarz, pisarz, krytyk literacki pochodzenia polskiego (ur. 1867)
- 1946:
  - Chen Gongbo, chiński polityk, kolaborant (ur. 1892)
  - Michaił Kalinin, radziecki polityk, przewodniczący Prezydium Rady Najwyższej ZSRR (ur. 1875)
- 1947:
  - Grigorij Jankowski, ukraiński chorąży UPA (ur. 1914)
  - Julio César Tello, peruwiański archeolog, muzealnik (ur. 1880)
- 1948 – Abraham Mordechaj Alter, polski cadyk, polityk pochodzenia żydowskiego (ur. 1866)
- 1949 – Amadeo Giannini, amerykański bankier pochodzenia włoskiego (ur. 1870)
- 1950:
  - Edward Kuntze, polski bibliotekarz, historyk, edytor źródeł, dyplomata (ur. 1880)
  - Ismael Perdomo Borrero, kolumbijski duchowny katolicki, biskup Ibagué, arcybiskup Bogoty i prymas Kolumbii, czcigodny Sługa Boży (ur. 1872)
- 1954 – Mieczysława Biegańska, polska nauczycielka, działaczka oświatowa i społeczna (ur. 1866)
- 1956 – Marian Foerster, polski lekarz, kapitan, działacz społeczny i polityczny (ur. 1874)
- 1957:
  - Marian Des Loges, polski bibliotekarz (ur. 1898)
  - Wilhelm Hausenstein, niemiecki historyk sztuki, eseista, dyplomata (ur. 1882)
- 1958:
  - Erwin Bauer, niemiecki kierowca wyścigowy (ur. 1912)
  - Charles Lannie, belgijski gimnastyk (ur. 1881)
  - Józef Marek, polski inżynier, działacz gospodarczy, sadownik, polityk, poseł na Sejm PRL (ur. 1900)
  - Marceau Pivert, francuski polityk (ur. 1895)
- 1959 – Boris Kowal, radziecki polityk (ur. 1903)
- 1961:
  - Władysław Folkierski, polski historyk literatury francuskiej, polityk, minister prac kongresowych oraz wyznań religijnych i oświecenia publicznego (ur. 1890)
  - Albert Stohr, niemiecki duchowny katolicki, biskup Moguncji (ur. 1890)
  - Henri Wernli, szwajcarski zapaśnik (ur. 1898)
- 1962:
  - Michaił Gierasimow, radziecki generał porucznik (ur. 1894)
  - Walery Jastrzębiec-Rudnicki, polski autor tekstów piosenek, konferansjer, dyrektor teatrów (ur. 1888)
  - Dmitrij Sielezniow, radziecki generał major (ur. 1897)
- 1963:
  - Nâzım Hikmet, turecki poeta, dramaturg, komunista (ur. 1901)
  - Jan XXIII, papież, święty (ur. 1881)
  - Dick MacNeill, holenderski piłkarz, bramkarz (ur. 1898)
- 1964:
  - Frans Sillanpää, fiński pisarz, laureat Nagrody Nobla (ur. 1888)
  - Janusz Supniewski, polski lekarz, farmakolog, chemik (ur. 1899)
- 1965:
  - Elof Ahrle, szwedzki aktor, reżyser filmowy (ur. 1900)
  - Max Volmer, niemiecki fizykochemik, wykładowca akademicki (ur. 1885)
- 1966 – Alice Calhoun, amerykańska aktorka (ur. 1900)
- 1967:
  - Arthur Ransome, brytyjski pisarz, dziennikarz (ur. 1884)
  - Arthur Tedder, brytyjski marszałek RAF (ur. 1890)
- 1968 – Ronald Cross, brytyjski polityk, dyplomata (ur. 1896)
- 1969 – Olle Bennström, szwedzki kierowca wyścigowy, przedsiębiorca (ur. 1904)
- 1970:
  - Clarence B. Farrar, kanadyjski psychiatra, wykładowca akademicki (ur. 1874)
  - John Robert Jones, walijski filozof, wykładowca akademicki (ur. 1911)
  - Roberto Longhi, brytyjski krytyk i historyk sztuki, wykładowca akademicki (ur. 1890)
  - Hjalmar Schacht, niemiecki ekonomista, bankowiec, polityk nazistowski (ur. 1877)
  - Wilhelm Speidel, niemiecki generał Luftwaffe (ur. 1895)
  - Stanisław Zabiełło, polski historyk, dyplomata (ur. 1902)
- 1971:
  - Heinz Hopf, szwajcarski matematyk, wykładowca akademicki pochodzenia niemieckiego (ur. 1894)
  - Leon Lutyk, polski działacz ludowy, polityk, poseł na Sejm PRL (ur. 1902)
- 1973 – Veikko Huuskonen, fiński bokser (ur. 1910)
- 1974:
  - Raszyt Nieżmietdinow, radziecki szachista, warcabista (ur. 1912)
  - Lóránd Utassy, węgierski generał (ur. 1897)
  - Joseph Werbrouck, belgijski kolarz torowy (ur. 1882)
- 1975:
  - Ozzie Nelson, amerykański lider big-bandu, reżyser, scenarzysta i producent filmowy (ur. 1906)
  - Eisaku Satō, japoński polityk, premier Japonii, laureat Pokojowej Nagrody Nobla (ur. 1901)
- 1976:
  - Chasja Derori, izraelska polityk (ur. 1899)
  - Viggo Kampmann, duński polityk, premier Danii (ur. 1910)
  - Fred M. MacLean, amerykański scenograf (ur. 1898)
- 1977:
  - Archibald Vivian Hill, brytyjski fizjolog, biochemiik, wykładowca akademicki, laureat Nagrody Nobla (ur. 1886)
  - Roberto Rossellini, włoski aktor, reżyser i scenarzysta filmowy (ur. 1906)
- 1978 – Karl Herzfeld, austriacko-amerykański fizyk (ur. 1892)
- 1979:
  - Tadeusz Kubiak, polski poeta, satyryk (ur. 1924)
  - Arno Schmidt, niemiecki pisarz, tłumacz (ur. 1914)
  - Roman Suszko, polski logik, wykładowca akademicki (ur. 1919)
- 1980 – Wacław Wagner, polski dziennikarz, poeta (ur. 1905)
- 1981:
  - Mikołaj (Byczkowski), rosyjski biskup prawosławny (ur. 1893)
  - Carleton Coon, amerykański antropolog fizyczny (ur. 1904)
- 1982 – Emil Barchański, polski uczeń (ur. 1965)
- 1983 – Krunoslav Draganović, chorwacki franciszkanin (ur. 1903)
- 1984:
  - Aldo Campatelli, włoski piłkarz, trener (ur. 1919)
  - Wacław Dybowski, polski operator filmowy (ur. 1929)
  - Alejandro Ramos Folqués, hiszpański archeolog (ur. 1906)
  - Nikołaj Szatalin, radziecki polityk (ur. 1904)
- 1985 – Wawrzyniec Staliński, polski piłkarz (ur. 1899)
- 1986:
  - Robert La Tourneaux, amerykański aktor (ur. 1945)
  - Anna Neagle, brytyjska aktorka (ur. 1904)
- 1986 – Franciszek Leszek Klima, polski geograf, nauczyciel, autor podręczników (ur. 1904)
- 1987:
  - Jackie Fields, amerykański bokser pochodzenia żydowskiego (ur. 1908)
  - Will Sampson, amerykański aktor pochodzenia indiańskiego (ur. 1933)
  - Andrés Segovia, hiszpański gitarzysta, kompozytor (ur. 1893)
- 1988 – Anna Mahler, austriacka rzeźbiarka (ur. 1904)
- 1989 – Ruhollah Chomejni, irański ajatollah, polityk, najwyższy przywódca Iranu (ur. 1902)
- 1990:
  - Tom Brown, amerykański aktor (ur. 1913)
  - Robert Noyce, amerykański informatyk, przedsiębiorca (ur. 1927)
- 1991:
  - Joop Demmenie, holenderski kolarz szosowy (ur. 1918)
  - Eva Le Gallienne, amerykańska aktorka, producentka, reżyserka teatralna, scenarzystka, pisarka pochodzenia angielsko-francusko-duńskiego (ur. 1899)
  - Katia Krafft, francuska wulkanolog (ur. 1942)
  - Maurice Krafft, francuski wulkanolog (ur. 1946)
- 1992:
  - Ettore Campogalliani, włoski kompozytor, wokalista (ur. 1903)
  - Robert Morley, brytyjski aktor (ur. 1908)
- 1993 – Joe Fortenberry, amerykański koszykarz (ur. 1911)
- 1994 – Pablo Muñoz Vega, ekwadorski duchowny katolicki, arcybiskup Quito, kardynał (ur. 1903)
- 1995:
  - John Presper Eckert, amerykański inżynier, informatyk (ur. 1919)
  - Jean-Patrick Manchette, francuski pisarz (ur. 1942)
- 1996:
  - William Cox, amerykański lekkoatleta, długodystansowiec (ur. 1904)
  - Peter Glenville, brytyjski reżyser filmowy (ur. 1913)
  - Włodzimierz Kołos, polski fizyk, chemik (ur. 1928)
  - Tito Okello, ugandyjski generał, polityk, prezydent Ugandy (ur. 1914)
- 1998:
  - Poul Bundgaard, duński aktor (ur. 1922)
  - Jan Erlich, polski piłkarz (ur. 1947)
- 1999 – Mihal Hanxhari, albański poeta, prozaik (ur. 1930)
- 2000 – Merton Miller, amerykański ekonomista, wykładowca akademicki, laureat Nagrody Banku Szwecji im. Alfreda Nobla w dziedzinie ekonomii (ur. 1923)
- 2001:
  - Anthony Quinn, amerykański aktor pochodzenia irlandzko-meksykańskiego (ur. 1915)
  - Wanda Stęślicka, polska antropolog (ur. 1907)
- 2002:
  - Charles Antrobus, polityk z Saint Vincent i Grenadyn, gubernator generalny (ur. 1933)
  - Caroline Knapp, amerykańska dziennikarka, pisarka (ur. 1959)
- 2003 – Antoni Marianowicz, polski poeta, prozaik, dramaturg, satyryk, tłumacz (ur. 1924)
- 2004 – Frances Shand Kydd, brytyjska arystokratka (ur. 1936)
- 2005 – Nzo Ekangaki, kameruński polityk, sekretarz generalny Organizacji Jedności Afrykańskiej (ur. 1934)
- 2007:
  - Adam Bilikiewicz, polski psychiatra (ur. 1933)
  - Marion Forst, amerykański duchowny katolicki, biskup Dodge City (ur. 1910)
- 2008:
  - Tadeusz Koc, polski pułkownik pilot (ur. 1913)
  - Piotr Skórzyński, polski publicysta, poeta, eseista (ur. 1952)
- 2009:
  - David Carradine, amerykański aktor (ur. 1936)
  - Andrzej Chruszczyński, polski literaturoznawca, krytyk literacki (ur. 1935)
  - Shih Kien, chiński aktor (ur. 1913)
  - Koko Taylor, amerykańska wokalistka bluesowa (ur. 1928)
- 2010:
  - Władimir Arnold, rosyjski matematyk (ur. 1937)
  - Frank Edward Evans, amerykański polityk (ur. 1923)
  - Rue McClanahan, amerykańska aktorka (ur. 1934)
  - Luigi Padovese, włoski duchowny katolicki, biskup İskenderun, przewodniczący episkopatu Turcji (ur. 1947)
- 2011:
  - James Arness, amerykański aktor (ur. 1923)
  - Jack Kevorkian, amerykański lekarz patolog, propagator eutanazji pochodzenia ormiańskiego (ur. 1928)
- 2012 – Roy Salvadori, brytyjski kierowca wyścigowy pochodzenia włoskiego (ur. 1922)
- 2013:
  - Józef Czyrek, polski polityk, dyplomata, minister spraw zagranicznych (ur. 1928)
  - Henryk Dusza, polski piłkarz (ur. 1954)
  - Jiah Khan, indyjska aktorka (ur. 1988)
  - Frank Lautenberg, amerykański polityk (ur. 1924)
  - Enrique Lizalde, meksykański aktor (ur. 1937)
  - Emil Nikodemowicz, polski hokeista, trener (ur. 1929)
- 2014:
  - Swiatosław Bełza, rosyjski krytyk literacki i muzyczny, publicysta, muzykolog (ur. 1942)
  - Adam Urbanek, polski biolog, paleontolog (ur. 1928)
- 2015:
  - Leszek Hensler, polski hokeista na trawie (ur. 1956)
  - Romuald Poleszczuk, polski dyplomata (ur. 1923)
  - Imre Rapp, węgierski piłkarz, bramkarz (ur. 1937)
  - Mikołaj (Szkrumko), rosyjski biskup prawosławny (ur. 1927)
  - Jacek Szymczak, polski fotograf, reżyser, scenarzysta, producent i operator filmowy (ur. 1974)
  - Zbigniew Ziomecki, polski rysownik, karykaturzysta (ur. 1930)
- 2016:
  - Muhammad Ali, amerykański bokser (ur. 1942)
  - Bernard Gotfryd, amerykański pisarz, fotograf (ur. 1924)
  - Paweł Kowalski, polski piłkarz, trener (ur. 1937)
  - Luis Salom, hiszpański motocyklista wyścigowy (ur. 1991)
  - Czesław Skoczylas, polski inżynier i konstruktor lotniczy (ur. 1929)
  - Dave Swarbrick, brytyjski skrzypek folkowy i folkrockowy (ur. 1941)
  - Tadeusz Toczyński, polski ekonomista, urzędnik państwowy, prezes GUS (ur. 1949)
- 2017:
  - Władysław Bułka, polski dziennikarz, związkowiec, polityk, poseł na Sejm i senator RP (ur. 1936)
  - David Choby, amerykański duchowny katolicki, biskup Nashville (ur. 1947)
  - Jadwiga Dzikówna, polska śpiewaczka operowa (sopran) (ur. 1925)
  - Niels Helveg Petersen, duński polityk (ur. 1939)
  - Józef Ścibor, polski duchowny katolicki, redemptorysta, teolog, muzykolog (ur. 1930)
- 2018:
  - Robert Brylewski, polski wokalista, gitarzysta, kompozytor, autor tekstów, członek zespołów: Kryzys, Brygada Kryzys, Izrael i Armia (ur. 1961)
  - Frank Carlucci, amerykański polityk, dyplomata, funkcjonariusz wywiadu (ur. 1930)
  - Miguel Obando Bravo, nikaraguański duchowny katolicki, arcybiskup Managui, kardynał (ur. 1926)
  - Tadeusz Sobieszczak, polski major rezerwy, kombatant AK (ur. 1924)
- 2019:
  - Jacek Fisiak, polski filolog angielski, pracownik naukowy, polityk, minister edukacji narodowej (ur. 1936)
  - Jurica Jerković, chorwacki piłkarz (ur. 1950)
  - Stanisław Wróblewski, polski zapaśnik (ur. 1959)
  - Wiesław Znyk, polski operator dźwięku (ur. 1946)
- 2020:
  - István Kausz, węgierski szpadzista (ur. 1932)
  - Jerzy Łukaszewski, polski prawnik, politolog, dyplomata (ur. 1924)
  - Mário Rino Sivieri, włoski duchowny katolicki, biskup Propriá (ur. 1942)
- 2021:
  - Ryszard Felisiak, polski trener siatkarski (ur. 1930)
  - Anerood Jugnauth, maurytyjski polityk, premier i prezydent Mauritiusa (ur. 1930)
  - Ernie Lively, amerykański aktor (ur. 1947)
  - Piro Mani, albański aktor (ur. 1932)
- 2022:
  - Ann Turner Cook, amerykańska nauczycielka, pisarka (ur. 1926)
  - Grachan Moncur, amerykański puzonista i kompozytor jazzowy (ur. 1937)
  - Adam Wolańczyk, polski aktor (ur. 1936)
- 2023:
  - Jim Hines, amerykański lekkoatleta, sprinter (ur. 1946)
  - Michael Jarboe Sheehan, amerykański duchowny katolicki, biskup Lubbock, arcybiskup Santa Fe (ur. 1939)
- 2024:
  - Brigitte Bierlein, austriacka prawniczka, polityk, prezes Trybunału Konstytucyjnego, kanclerz Austrii (ur. 1949)
  - Vaqif Hüseynov, azerski działacz komunistyczny, szef KGB Azerbejdżańskiej SRR (ur. 1942)
  - Jacek Kadłubowski, polski aktor, kaskader, specjalista i konsultant do spraw koni (ur. 1957)
  - Jürgen Moltmann, niemiecki teolog protestancki (ur. 1926)
  - Izabella Olszewska, polska aktorka (ur. 1930)
  - William Russell, brytyjski aktor (ur. 1924)
  - Armando Silvestre, meksykański aktor (ur. 1926)
  - Jan Szurmiej, polski aktor, reżyser, inscenizator, choreograf (ur. 1946)
- 2025:
  - Josip Joška Broz, serbski restaurator, polityk komunistyczny (ur. 1947)
  - Henryk Ciski, polski dziennikarz prasowy, redaktor naczelny TV Sat Magazynu (ur. 1939)
  - Eugen Doga, mołdawski kompozytor (ur. 1937)
  - Włodzimierz Kłaczyński, polski pisarz (ur. 1933)
  - Edmund White, amerykański prozaik, dramaturg, krytyk literacki (ur. 1940)